# Colibași (Cahul)
Colibași è un comune della Moldavia situato nel distretto di Cahul di 6.021 abitanti al censimento del 2004.